# Церковь Святого Аполлинария (Дюссельдорф)

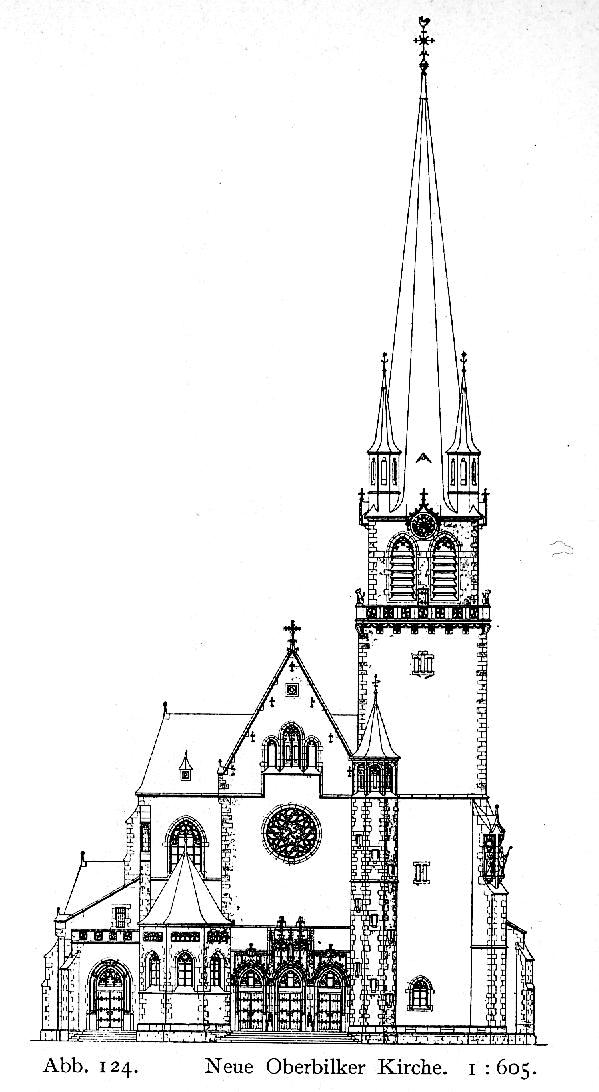
Западная сторона церкви Святого Аполлинария по Пиккелю, 1904-1907 гг.

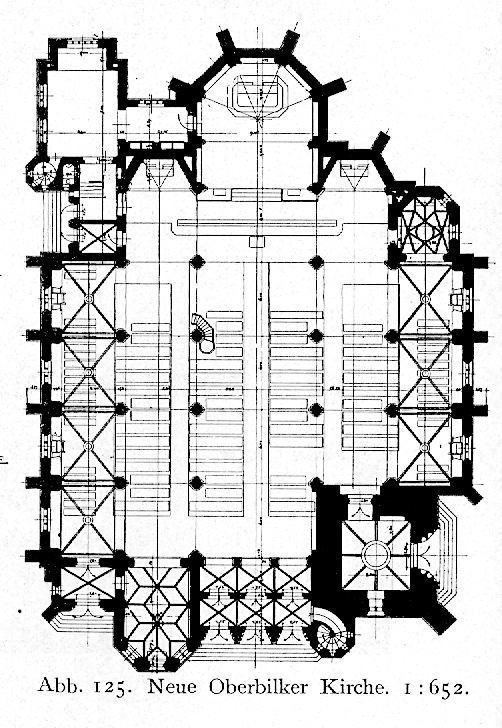
План церкви Святого Аполлинария по Пиккелю, 1904-1907 гг. Внизу - западная сторона.

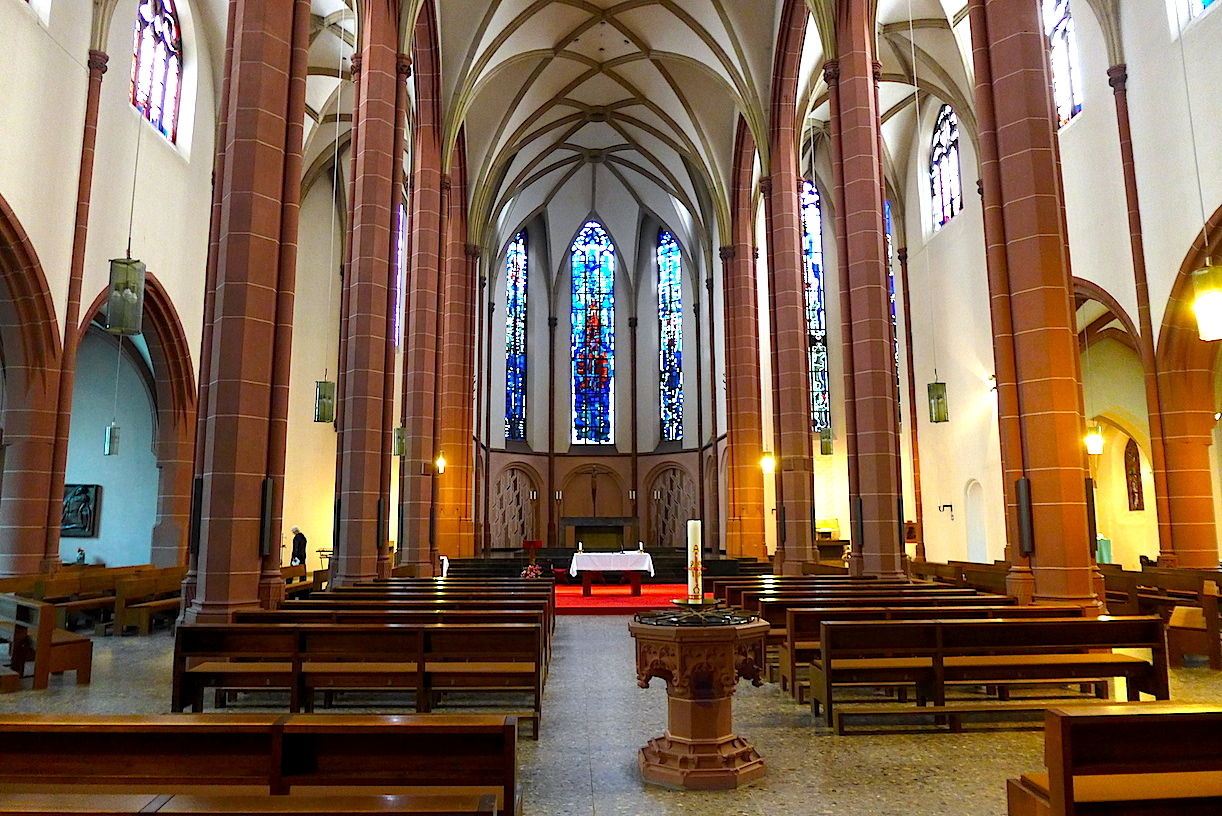
Интерьер церкви. Вид от входного портала.

Церковь Святого Аполлинария (нем. St. Apollinaris) — католическая церковь в районе Обербильк города Дюссельдорф (федеральная земля Северный Рейн-Вестфалия, Германия).

## История
К 1900 году в церковной жизни дюссельдорфского района Обербильк сложилась непростая ситуация. Церковь Святого Иосифа не могла вместить всех своих прихожан, а их к тому времени насчитывалось около 30 тысяч (самый крупный приход архиепархии Кёльна в то время). Предварительно, годом раньше, под давлением сложившихся обстоятельств, состоялось учреждение общины по строительству новой церкви к юго-западу от церкви Святого Иосифа. После того, как семья Айкелер уступила строителям часть своей земли, под руководством архитектора Каспара Клименса Пиккеля начались подготовительные работы и в ноябре 1904 года была вынута первая лопата грунта на месте фундамента. Первоначально планировалось, что церковь будет строиться поэтапно и завершение строительства откладывалось на более поздний период, но в результате бесперебойного финансирования строительство шло полным ходом без остановок. Отделочные работы начинались непосредственно после завершения строительства отдельных помещений и нефов. Этому способствовал и тот факт, что часть денег поступала от сборов на запроектированную церковь в соседнем Лиренфельде.
В мае 1907 года Антон Фишер, кардинал и архиепископ Кёльна, освятил церковь во имя святого Аполлинария Равеннского. Таким образом, спустя почти 600 лет после признания католической церковью и властью города Дюссельдорфа своим покровителем легендарного первого епископа Равенны, в городе состоялось освящение церкви в честь святого Аполлинария. Известно, что по повелению первого бергского герцога Вильгельма, в 1383 году мощи святого Аполлинария Равеннского были торжественно крестным ходом перенесены из Ремагена в Дюссельдорф.
В 1923 году церковь святого Аполлинария утверждается в качестве официального (канонического) прихода и по старым архитектурным планам начинается строительство дома священника, завершённого в 1927 году. Впоследствии в него перебирается приходской совет и управление церковной общины.
В результате бомбардировок в годы Второй Мировой войны церковь была практически полностью разрушена. Богослужения были перенесены в здание небольшой монашеской общины «Бедных служек Иисуса Христа» в котором несколько раньше начал работать детский садик и швейная школа (впоследствии в этом здании размещалось Постоянное Представительство Русской Православной Церкви в Германии, а ныне — русская церковь Покрова Пресвятой Богородицы).
В связи со смертью архитектора Пиккеля в 1939 году, восстановлением церкви (по его старому проекту) в 1947 году занялся дюссельдорфский архитектор Антон Хюльзер (Anton Hülser).
Только в 1948 году в церкви был отстроен один из продольных нефов и в нём возобновились богослужения. В 1961—1963 годах реставрацией занимались дюссельдорфские архитекторы Губерт Браунс (Hubert Brauns) и Рихард Янешиц-Кригль (Richard Janeschitz-Kriegl). Восстановление церкви святого Аполлинария продолжалось почти два десятилетия, до 1965 года, когда были окончательно завершены её сводовая часть и крыша. Архитектурное бюро Губерта Браунса и Рихарда Янешиц-Кригля руководило обновлением внешнего вида церкви в 1987 году и интерьеров в 1989 году.
C 1972 года церковь и здания общины находятся в распоряжении хорватской миссии Дюссельдорфа. В 1977 году зал для священника общины был перестроен и приобрёл современный вид. Используемый до этого дом священника в качестве молодёжного общежития вновь стал использоваться по своему назначению.
Ещё с довоенного времени церковная община Святого Аполлинария установила тесные контакты с детским домом Архангела Рафаила, расположенного в зоне духовного окормления церкви и специализировавшегося на воспитании мальчиков-сирот. Этот детский дом был основан в 1850 году в Старом городе. В январе 1872 года детский дом был переведен в Обербильк. будучи разрушенным в годы Второй Мировой войны, детдом возобновил свою работу в 1952 году. За всё время его существования работой с детьми занимались сёстры милосердия трёх монашеских женских католических орденов. Между 1850 и 1893 годами в детском доме работал орден «Cестёр бедных детей Христовых», затем орден «Сестёр милосердия святого Карла Борромея», а с 1930 года «Cестры Сердца Христова». В настоящее время священник церкви Святого Аполлинария продолжает духовно опекать это заведение, ставшего детским садиком Святого Рафаила, специализировавшегося для детей с задержками в умственном развитии.

## Архитектура
Церковь представляет собой пятинефное, почти квадратное в плане сооружение, с крупной асимметрично расположенной колокольней. Рассчитана на пребывание во время богослужения до 500 сидящих прихожан.
Сооружая церковь Святого Аполлинария Пиккель попытался соединить в ней архитектурные формы базилики и зальной церкви. Это и привело к почти квадратной форме церкви в плане, когда наибольшая длина внутренней части составила 46,5 метра, а ширина — 33,2 метра. Три центральных нефа господствуют над остальными двумя боковыми, имеющими вид вспомогательных. Алтарная часть церкви, опирающаяся на две передние колонны, построена из трёх частей. Средняя (главная) часть представляет в плане восьмиугольник с тремя выступающими наружу церкви сторонами (апсида) (горнее место, если сравнивать с архитектурой православного храма). Здесь на юго-восточной стороне в небольшой нише хранится частица мощей священномученика Аполлинария Равеннского. Две боковые части (приделы, капеллы) имеют форму шестиугольников, причём северный скрыт внутри церкви, а южный выступает из церкви своими двумя сторонами на восток и юго-восток рядом с апсидой. Южный придел с престолом Марии Помощницы служит в качестве запасного. Здесь размещается дарохранительница. Северный придел с престолом Божией Матери служит для прихожан тем местом, где они зажигают свечи и молятся сугубыми молитвами. Северный придел имеет вход в сакристию (ризницу), где хранятся богослужебные сосуды и предметы и ещё один вход в комнату для хранения священнических облачений (параментен-раум). Из ризницы существует отдельный, северный служебный вход в церковь для священно-и церковнослужителей (а также органиста).
Входная (западная) сторона церкви отличается разнообразием форм. Крайний юго-западный угол занят массивной квадратной колокольней. Первый этаж со сводчатым потолком оформлен как вестибюль, но в настоящее время он не используется по своему предназначению и является запасным аварийным (пожарным) выходом. Главный трёхдверный вход с тамбуром (притвором в православном понимании) занимает центральную часть западного фасада церкви, располагаясь под органной эмпорой. В тамбуре в настоящее время находится живописная картина в деревянном резном окладе, изображающая апостола Иуду Фаддея, перед которой прихожане зажигают свечи. C северной стороны от главного входа из церкви своими тремя сторонами выступает восьмигранная капелла, являющаяся как бы окончанием одного из нефов церкви в западном направлении. Это бывшая крестильня, которая в настоящее время не используется по назначению, закрыта изнутри для реставрации и перестройки. Вход в неё осуществляется снаружи церкви, отдельным новым дверным проёмом с северной стороны. Крестильная купель, изящно оформленная из песчаника, выставлена в центральной части церкви, рядом с тамбуром.

## Мощи
- Частица мощей из мощевика святого Аполлинария базилики Святого Ламберта города Дюссельдорф. Подарены в праздник освящения церкви. Мощи святого Аполлинария перенесены в Дюссельдорф в XIV веке.
- Частицы мощей неизвестных мучеников заложены во все престолы церкви.

## Произведения церковного искусства
- Новый престол. Выполнен из ахенского голубого известняка в 1961 году.
- Старый (главный) престол. Резной деревянный готический складень 1907 года.
- Дарохранительница. Работа художника Даво, 1969 год. Низкая четырёхгранная призма из легированной стали на стройном каменном основании.
- Запрестольный крест работы дюссельдорфской художницы Гретель Гриммерт. Выполнен в 1960-е годы из бронзы.
- Кафедра. Выполнена в 1953 году.
- Боковые престолы: Сердца Иисуса Христа работы П. Келлера (1910 год); Марии; Марии-Помощницы; Апостола Иуды Фаддея.
- Крестный путь работы художника Йозефа Валя (Josef Wahl), 1926 года.
- Скульптуры Девы Марии: Мадонна с младенцем; Пьета работы художника Яна Пефера (Jean Pefer) из Ратингена, 1950 года.
- Витражи 1964 года.
- Колокола: Павел, Аполлинарий, Мария, Иосиф, Елизавета, Агния. Колокол Павел отлит в 1959 году, все другие в 1957 году. При перезвоне колокола озвучивают мелодии Te Deum и Gloria. Изготовители: Ганс Гюскер, семья Петит и братья Эдельброк, город Гешер.
- Наружная скульптура: священномученик Аполлинарий Равеннский.

## Орган

### Общая характеристика
Современный орган был построен в 1951—1962 годах органной фирмой «Роман Зайферт и сын» из Кевелара. В 2015 году орган был подвергнут полной инспекции и перенастройке фирмой «Фридрих Кампхерм» из Верля. При этом были учтены современные требования к инструменту. Специалисты вставили в орган Зайферта несколько регистров из старого инструмента фирмы «Клаус» (1927 года) и синхронизировали их тембры, добавив звучанию романтизма. Кроме того, были установлены два новых регистра в соответствии с современной немецкой органной модой: регистр «Trompete» основного (первого, для нижней клавиатуры органиста) мануала (Hauptwerk) и регистр «Gambe» мануала Швеллер (Schwellwerk) (третьего, для верхней клавиатуры органиста церкви св. Аполлинария). Специалистами был использован и очень старый регистр органа фирмы «Крелль» бывшей церкви монастыря францисканцев (орган был построен в конце XIX-начале XX века) и переинтонирован в регистр «Klarinette» второго мануала «Позитив». По-существу, инструмент был капитально обновлён, перестроен и зазвучал новыми интонациями. Орган имеет 37 регистров и 4 мануала (один из них, называемый «Педаль» (Pedalwerk) приводится в действие ногами. Орган является электронным инструментом. Современное оформление и техническое переоборудование рабочих поверхностей органиста и новая клавиатура (игровой стол, Spieltisch) позволяет создать 9 999 звуковых комбинаций.

### Мануалы (I-III и Педаль) и регистры (1-37)
| I Hauptwerk C–g3 |              |      |
| 1.               | Bordun       | 16′  |
| 2.               | Prinzipal    | 8′   |
| 3.               | Rohrflöte    | 8′   |
| 4.               | Oktave*      | 4′   |
| 5.               | Querflöte    | 4′   |
| 6.               | Quinte       | 2/3′ |
| 7.               | Superoktave  | 2′   |
| 8.               | Mixtur IV-V* | 2'   |
| 9.               | Trompete     | 8′   |
| 10.              | Klarine      | 4′   |

| II Positiv C–g3 |                       |      |
| 11.             | Gedackt               | 8′   |
| 12.             | Praestant             | 4′   |
| 13.             | Blockflöte            | 4′   |
| 14.             | Nachthorn             | 2′   |
| 15.             | Sesquialter II        | 2/3′ |
| 16.             | Zimbel II             | 1'   |
| 17.             | Horizontal- Schallmei | 8′   |
| 18.             | Klarinette (Kрелль)   | 8′   |
|                 | Tремоляция            |      |

| III Schwellwerk C–g3 |               |        |
| 19.                  | Holzflöte     | 8′     |
| 20.                  | Gambe         | 8′     |
| 21.                  | Vox coelestis | 8′     |
| 22.                  | Prinzipal*    | 4′     |
| 23.                  | Kleingedackt  | 4′     |
| 24.                  | Schwegel      | 2′     |
| 25.                  | Mixtur II-III | 1 1/3' |
| 26.                  | Trompete      | 8′     |
| 27.                  | Oboe*         | 8′     |

| Pedalwerk C–f1 |               |        |
| 28.            | Prinzipal     | 16′    |
| 29.            | Subbass*      | 16′    |
| 30.            | Quinte        | 102/3′ |
| 31.            | Oktave        | 8′     |
| 32.            | Gedackt*      | 8′     |
| 33.            | Choralbass    | 4′     |
| 34.            | Flachflöte    | 2′     |
| 35.            | Hintersatz IV | 2 2/3' |
| 36.            | Posaune       | 16′    |
| 37.            | Trompete      | 8′     |

Значком * показаны регистры органа фирмы "Клаус" 1927 года.
Орган позволяет производить коппелирование (koppeln), то есть нажимая на клавиши одного мануала, приводить в движение (копирование) клавиши другого мануала. В органе церкви святого Аполлинария коппелирование возможно для связи всех мануалов друг с другом, что позволяет значительно увеличить богатство звучания инструмента.